# Grevillea crassifolia
Grevillea crassifolia är en tvåhjärtbladig växtart som beskrevs av Karel Domin. Grevillea crassifolia ingår i släktet Grevillea och familjen Proteaceae. Inga underarter finns listade i Catalogue of Life.